# WWE Crush Hour
WWE Crush Hour è un videogioco di guida action del 2003, sviluppato da Pacific Coast Power & Light e pubblicato da THQ per PlayStation 2 e GameCube su licenza della federazione di wrestling della World Wrestling Entertainment (WWE).

## Trama
Vince McMahon è diventato il proprietario di ogni emittente televisiva degli Stati Uniti d'America e ha deciso di creare un programma, Crush Hour, dedicato ai combattimenti tra veicoli guidati dai lottatori della World Wrestling Entertainment (WWE).

## Caratteristiche
Il gioco consiste in una sorta di Demolition Derby tra veicoli altamente armati; le vetture, guidate dai lottatori della World Wrestling Entertainment (WWE), sono basate sul carattere di ciascun personaggio, mentre le arene riprendono alcuni incontri specifici della federazione di Stamford.

## Personaggi
| - Big Show - Billy Gunn - Booker T - Bradshaw - Brock Lesnar - Bubba Ray Dudley - D-Von Dudley - Chris Benoit | - Chris Jericho - Chuck Palumbo - Christian - Edge - Hulk Hogan - Jeff Hardy - Kane - Kevin Nash | - Kurt Angle - Lita - Matt Hardy - Ric Flair - Rikishi - Rob Van Dam - The Rock - Stacy Keibler | - Stephanie McMahon - Steve Austin - Test - Triple H - Trish Stratus - The Undertaker - Vince McMahon - William Regal |

## Arene
- Raw
- SmackDown!
- Bottom Line
- Survivor Series

- Battle Royal
- Hardcore
- Hell in a Cell
- Iron Man
- King of the Ring
- Lumberjack
- Royal Rumble
- Running the Gauntlet
- Steel Cage

## Accoglienza
La rivista Play Generation classificò i lottatori di wrestling della World Wrestling Entertainment (WWE) come i piloti più improbabili presenti tra i titoli disponibili su PlayStation 2.